# Pyae Sone Naing
Pyae Sone Naing (* 2001) ist ein myanmarischer Fußballspieler.

## Karriere
Pyae Sone Naing steht seit 2017 bei Yadanarbon FC unter Vertrag. Der Verein aus Mandalay spielt in der ersten Liga des Landes, der Myanmar National League. Bisher bestritt er fünf Erstligaspiele.